# FC Mendrisio-Stabio
FC Mendrisi-Stabio is een Zwitserse voetbalclub uit Mendrisio, uit het kanton Ticino. De club werd opgericht in 2006 na een fusie tussen FC Mendrisio en FC Stabio. Onder de naam Mendrisiostar speelde de club tussen 1948 en 1985 zeventien seizoenen in de tweede klasse en bereikte in 1971 de halve finale van de beker.

## Geschiedenis
In 1912 werd FC Mendrisio opgericht, maar deze club werd in 1918 ontbonden. Twee jaar later werd de club heropgericht als AC Mendrisio en ging failliet in 1923.
In 1924 werd een nieuwe club opgericht onder de naam Speranza Mendrisio, maar nam later de naam FC Mendrisio aan. In 1959 werd de naam in FC Mendrisiostar veranderd en deze naam bleef het behouden tot 1982. In juni 2006 fusioneerde de club met FC Stabio uit de vierde klasse, dat in 1958 opgericht was.

## Bekende (oud-)spelers
- Dario Rota
- Claudio Sulser